# Ochotona turuchanensis
Il pica di Turuchan (Ochotona turuchanensis Naumov, 1934) è un mammifero lagomorfo della famiglia degli Ocotonidi.
La specie è endemica della parte centro-meridionale del Kraj di Krasnojarsk, in Siberia centrale.
Veniva un tempo classificata come sottospecie di Ochotona alpina (Ochotona alpina turuchanensis), al quale è piuttosto simile sia morfologicamente che comportamentalmente: tuttavia, al giorno d'oggi, gli studiosi sono maggiormente propensi a classificare questi animali come specie a sé stante.